# Physalis waterfallii
Physalis waterfallii là loài thực vật có hoa trong họ Cà. Loài này được O. Vargas, M. Martínez & Dávila miêu tả khoa học đầu tiên năm 1999.